# Zeugophora brancuccii
Zeugophora brancuccii es una especie de coleóptero de la familia Megalopodidae.

## Distribución geográfica
Habita en Nepal.